# Ferienziel-Reisen
Ferienziel-Reisen sind in § 48 Abs. 2 des Personenbeförderungsgesetzes definiert. Sie gehören zur Verkehrsart des Gelegenheitsverkehrs.

## Merkmale
Das Gesetz sieht mehrere Merkmale vor. So muss es sich um einen Erholungsaufenthalt handeln. Den Reiseplan entwirft der Unternehmer, die Fahrgäste haben keinen Einfluss auf die Gestaltung der Fahrt. Alle Fahrgäste haben ein gemeinsames Reiseziel, wobei die Streckenführung nicht festgelegt ist. Das gegenüber dem Linienverkehr entscheidende Merkmal ist, dass alle Fahrgäste zu einem Ort hin- und auch wieder zurückgebracht werden. Der Unternehmer bietet diese Reisen gegen ein „Gesamtentgelt für Beförderung und Unterkunft mit oder ohne Verpflegung an“. Die Genehmigung zur Durchführung erteilen die Landratsämter oder Stadtverwaltungen. Dies gilt auch für grenzüberschreitende Ferienziel-Reisen.